# Limnophora exul
Limnophora exul este o specie de muște din genul Limnophora, familia Muscidae, descrisă de Samuel Wendell Williston  în anul 1896. Conform Catalogue of Life specia Limnophora exul nu are subspecii cunoscute.